# Kanton Pontvallain
Kanton Pontvallain is een voormalig kanton van het Franse departement Sarthe. Kanton Pontvallain maakte deel uit van het arrondissement La Flèche en telde 9931 inwoners (1999). Het werd opgeheven bij decreet van 24 februari 2014 met uitwerking op 22 maart 2015. Alle gemeenten werden opgenomen in het kanton Le Lude.

## Gemeenten
Het kanton Pontvallain omvatte de volgende gemeenten:
- Cérans-Foulletourte
- Château-l'Hermitage
- La Fontaine-Saint-Martin
- Mansigné
- Oizé
- Pontvallain (hoofdplaats)
- Requeil
- Saint-Jean-de-la-Motte
- Yvré-le-Pôlin